# Linde AG
 For alternative betydninger, se Linde. (Se også artikler, som begynder med Linde)
Linde AG branded The Linde Group er en tysk international industriel gas- og ingeniørvirksomhed. Linde-koncernen er børsnoteret gennem Deutsche Börse og SIX Swiss Exchange i Schweiz. Lindes aktier udgør en del af DAX-aktieindekset. Koncernens hovedsæde ligger i München, desuden er der støttefunktioner i Surrey, England.
Linde AG gennemgik store forandringer i september 2006, da man overtog den britiske konkurrent The BOC Group.  Sammenlægningen betød at Linde AG igen blev verdens største indenfor industriel gas (med en markedsandel på 21 %). 
Lindes salg i 2006 var på € 12,4 mia.. Koncernen havde 55.000 ansatte.

## Forretningsaktiviteter
Linde AG har to primære områder henholdsvis gas og Ingeniørvidenskab. Gas kan deles i industriel gas og medicinsk gas. Der sælges industriel gas med mærkerne Linde, AGA, BOC, TIG, MOX, Afrox og PanGas.  
Medicinsk gas sælges med følgende mærker: Linde Gas Therapeutics, AGA Medical, INO Therapeutics, Linde Homecare, Farmadomo og Life Gas.
Linde Engineering designer og bygger store kemikaliefabrikker til produktion af industriel gas inklusiv oxygen, nitrogen, argon, hydrogen og kulilte. Desuden kemikaliefabrikker der bruges til fremstilling af flydende petroleumsgas og alken.
- Tank til vandgas på Lindes Museum Autovision, Altlußheim
- trailH2
- Linde E20

## Historie
21. juni 1879 grundlagde professor Carl von Linde Gesellschaft für Linde’s Eismaschinen Aktiengesellschaft, der skulle fortsætte hans arbejde med at udvikle mekaniske kølesystemer til bryggeri- og fødevareindustrien. På baggrund af succesen udviklede han også luftseperationssystemer.
Sideløbende med luftseperationssytemerne arbejdede ingeniørerne med separere vandgas, hvilket førte til en produktion af hydrogen og kulilte.